# Jakub Lorenc-Zalěski

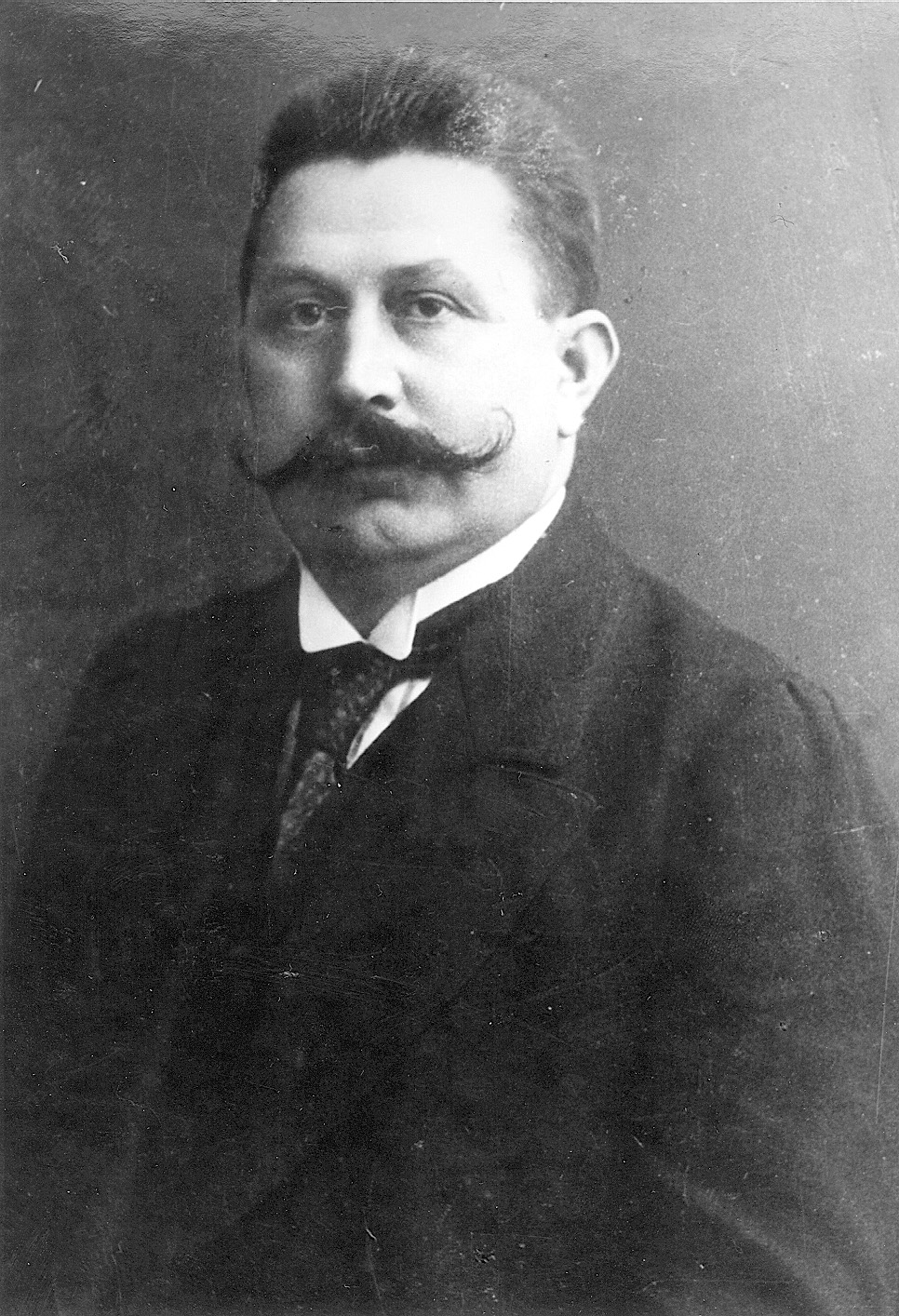
Jakub Lorenc um 1920

Jakub Lorenc-Zalěski (eigentlich Jakub Lorenc, deutsch Jacob Lorenz; * 18. Juli 1874 in Radibor; † 18. Februar 1939 in Berlin) war ein sorbischer Schriftsteller und Publizist.

## Leben
Jakub Lorenc wuchs als sechstes von neun Kindern in einer sorbischen Häuslerfamilie in Radibor im sächsischen Teil der Oberlausitz auf. Er war das zweite gemeinsame Kind von Johann Lorenz (Jan Lorenc) und dessen zweiter Ehefrau Maria, geb. Robel (Marja Wróblec). 1887 wurde er Domstiftsknabe in Bautzen und besuchte dort das katholische Seminar, bevor er zwei Jahre später das deutsche Gymnasium auf der Prager Kleinseite besuchte. Während seiner zweijährigen Prager Zeit war er Zögling des Wendischen Seminars und Mitglied in der sorbischen Studentenvereinigung Serbowka.

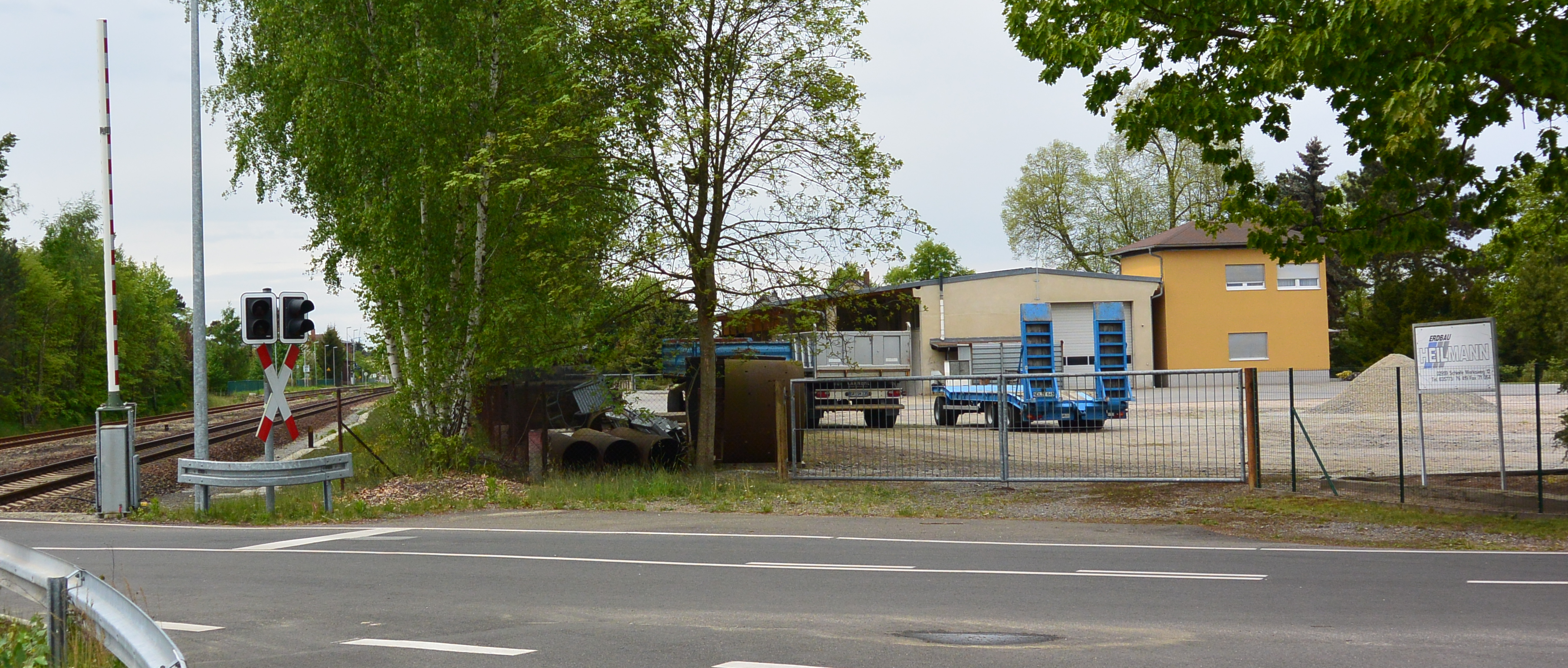
Gelände des früheren Sägewerks Lorenz in Schleife, links im Hintergrund der Bahnhof

Ab 1891 erlernte er bei seinem Bruder Mikławš auf Schloss Zschorna bei Wurzen das Forsthandwerk. Nach dem Armeedienst war er weitab der Lausitz ab 1895 als Förster im Westen Deutschlands tätig. Erst gegen Ende des Ersten Weltkriegs kam er zurück in die Lausitz und kaufte in Schleife (im damals preußischen Teil der Oberlausitz) ein Sägewerk, das verkehrsgünstig an der Berlin-Görlitzer Bahn in der Nähe des Bahnhofs lag.
Die Einkünfte aus dem Sägewerk ermöglichten es Lorenc, als freier Schriftsteller tätig zu werden. Gemeinsam mit Jan Skala gab er in der benachbarten Industriegemeinde Weißwasser die zweisprachige Serbski Dźenik (Sorbische Tageszeitung) heraus.
Lorenc war 1924 Mitbegründer der Serbska ludowa strona (Wendische Volkspartei), der er bis zu ihrem Verbot 1933 vorstand. Er vertrat als ständiger Delegierter von 1925 bis 1931 den Verband der nationalen Minderheiten in Deutschland beim Europäischen Nationalitätenkongress.
Als nationalbewusster Sorbe wurde er nach der Machtübernahme der Nationalsozialisten verfolgt und 1933 kurzzeitig inhaftiert. Darüber hinaus wurde er mit einem Schreibverbot sowie mit einem Teilnahmeverbot an politischen Veranstaltungen belegt. Krankheitsbedingt siedelte Lorenc 1938 zu seiner Tochter nach Berlin über, wo er im Folgejahr verstarb. Die Beisetzung erfolgte auf seinen eigenen Wunsch hin auf dem Friedhof seines Geburtsdorfes Radibor. Die Grabstelle existiert bis heute.

## Literarisches Schaffen

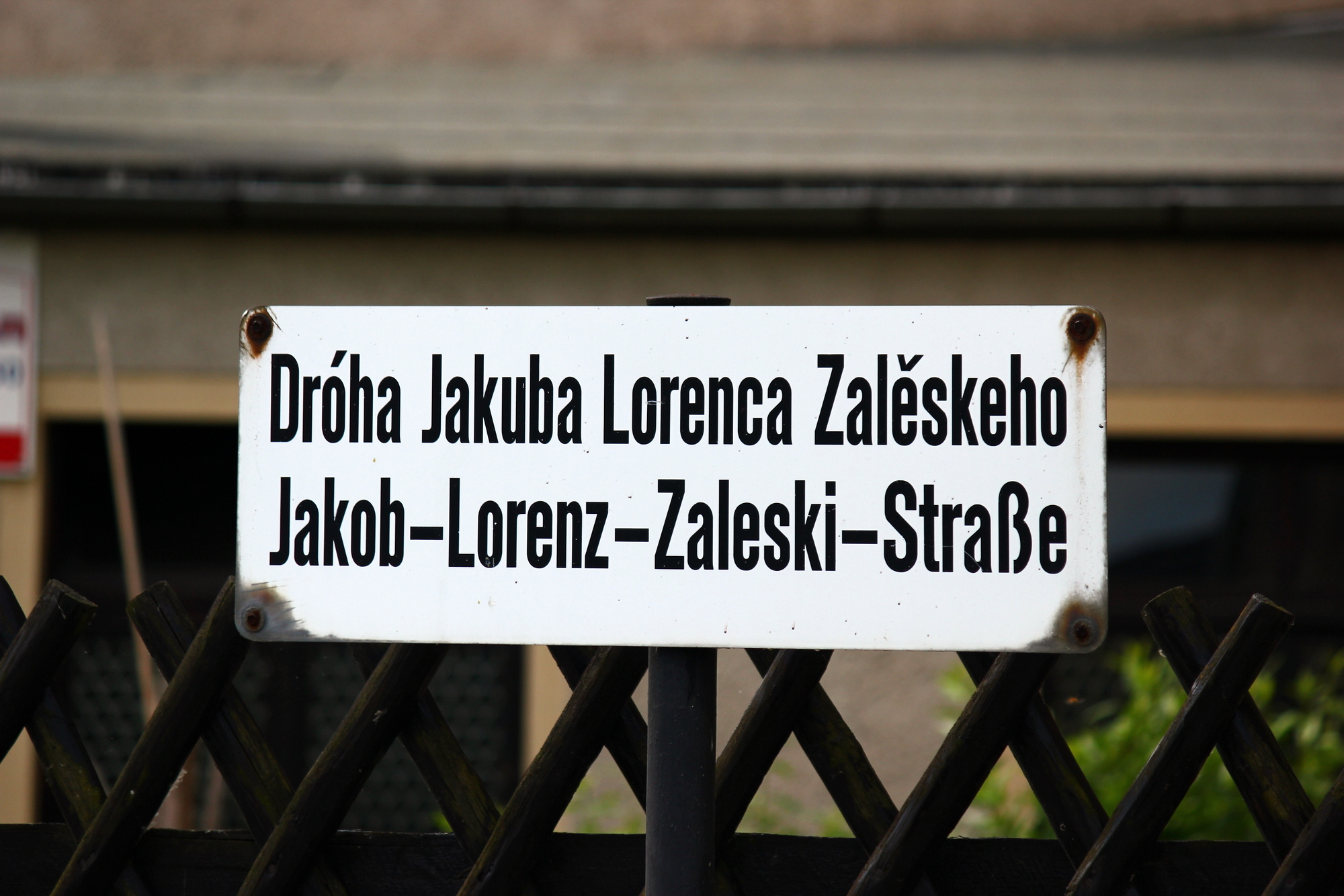
Im Geburtsort Radibor wurde eine Straße nach Jakub Lorenc-Zalěski benannt

Lorenc gilt als bedeutendster sorbischer Schriftsteller der Zwischenkriegszeit. Bereits während seiner Ausbildung veröffentlichte er 1892 unter dem Pseudonym Zalěski einen Zyklus von Jagderzählungen in der Zeitschrift „Łužica“ (Lausitz). In seiner Zeit außerhalb der Lausitz stellte Lorenc seine schriftstellerische Tätigkeit ein, nahm sie nach seiner Rückkehr jedoch wieder auf. Er schrieb vor allem Märchen, Erzählungen und Romane. Von 1924 bis 1934 war er Vorsitzender des Kreises Sorbischer Schriftsteller.
Sein 1931 erschienenes Werk Kupa zabytych (Die Insel der Vergessenen) gilt mitbegründend für die moderne sorbische Erzählkunst. Das 1932 und 1933 verfasste Romanfragment W putach wosuda (In den Fesseln des Schicksals) trägt autobiographische Züge und blieb unvollendet. Er schrieb auch unter den Pseudonymen Der-hinter-den-Wäldern und Zaleski hinter dem Walde.
Seine Enkel waren der sorbische Lyriker Kito Lorenc (1938–2017) und der Schauspieler Michael Lorenz (1939–2023).